# 僕のリズムを聞いとくれ
「僕のリズムを聞いとくれ」（Oye Como Va）は、ティト・プエンテが書き、1962年に発表したチャチャチャの楽曲。サンタナがセカンド・アルバム『天の守護神』（1970年）でカバーしたことにより世界的に広まった。

## 概要
マンボの創始者の一人と言われるイスラエル・"カチャオ"・ロペスは1950年代に「Chanchullo」という曲を書いた。「Chanchullo」は1957年にキューバのグループ、Arcaño y sus Maravillas がシングルとして発表。以後、多くのカバー・バージョンを生み、1959年にはニューヨーク出身の音楽家、ティト・プエンテもカバーした。
その後、プエンテは「Chanchullo」の執拗に繰り返されるブロック・コードを使って「Oye Cómo Va」を書き上げ、1962年発売のアルバム『El Rey Bravo』の中で発表した。タイトルは、同じく繰り返されるスペイン語の歌詞「Oye cómo va, mi ritmo」（英語で「Listen how it goes, my rhythm」の意）から取られた。
1970年4月から5月にかけてサンタナはスタジオに入り、2枚目のアルバム制作にとりかかった。彼らは、ジャンルとしてはチャチャチャである「Oye Como Va」をラテン・ロックの新しいスタイルでアレンジする。グレッグ・ローリーはハモンドB-3のロータリースピーカーのエフェクトを控えめにして演奏し、カルロス・サンタナはフルートのパートをエレクトリック・ギターに置き換えてつま弾いた。
同年9月発売のセカンド・アルバム『天の守護神』に収録され、このとき「僕のリズムを聞いとくれ」という邦題がつけられた。1971年2月、シングルA面として発売される。B面はインストゥルメンタルの「君に捧げるサンバ」。ビルボード・Hot 100の13位を記録し、カナダでは7位、メキシコでは9位を記録した。
1974年に発売された3枚組のライブ・アルバム『ロータスの伝説』にライブ・バージョンが収録された。

## カバー・バージョン
- ボビー・ハッチャーソン - 1975年のアルバム『Montara』に収録。
- 森高千里 - 1990年のアルバム『古今東西』に収録。
- アスカル・モレーノ - 1990年のアルバム『Bandido』に収録。
- フリオ・イグレシアス - 1994年のアルバム『Crazy』に収録。
- セリア・クルス - 2000年のアルバム『Siempre viviré』に収録。